# 妒忌
嫉妒或妒忌（英語：Jealousy）等，是指一種複雜的情緒狀態，包括懷疑、憤怒、恐懼、羞辱等各種感覺。當個人感知到對其在乎的人際關係的威脅時，最常見的反應是被喚醒；威脅可能是真實的，也可能是想像的。
嫉妒是人際關係中典型的經驗。有五個月大的嬰兒被觀察到發生這種現象。 一些研究人員聲稱嫉妒存在於任何文化中，是一種普遍的特徵；然而，也意見表示嫉妒是一種基於特定文化（英語：culture-specific）的情緒。
這種情緒經常出現於親密關係或/和依附關係等（如戀愛關係、照顧者與多位被照顧者之間的關係等）之中，但也出現於大多人際關係之間。 例如在家庭中的兩個孩子，其中一個看到另一個得到較多來自親屬的關心時，容易產生這種情感；又如在學校裡，看到他人比自己的考試成績更好，並得到了師生的矚目時，會產生這種情感；又比如在職場中，同事的表現比自己更好、因此得到上司賞識時，會有這種情感；另外，在社會上，看到他人因幸運或偶然而獲得較優厚待遇、較好的際遇或更高的成就時，亦可能心中不忿；看到他人因較好的先天條件、較優渥的家境、裙帶關係或蔭襲，而獲得較多的機會和競爭優勢，感到不服氣或忿恨，產生消極的羨慕情緒，類似妒忌。
儘管它會引發劇烈的負面情緒體驗，演化心理學家認為它是一種徵象，表明對當事人來說有價值的關係正處於危險之中，需要採取措施來修復或改變等。因此，嫉妒被視為一種重要的情緒，因為它可以維護社會紐帶（英語：social bonds）並激勵人們採取維持重要關係的行為。
心理學研究者提出幾種模型以研究嫉妒的過程，並確定導致嫉妒的因素。 社會學家已證明文化信念和價值觀在決定什麼引發嫉妒以及什麼構成社會可接受的嫉妒表達方面發揮著重要作用。 生物學家已確定可能無意識地影響嫉妒表達的因素。
羨慕是近似且被與此概念交替使用的另一概念；然而，兩者並非同一種情緒。例如，羨慕雖然包含不愉快，但通常不包含背叛感和由此產生的憤怒。嫉妒不一定包含強烈的自卑感（如果比較對象沒引起羨慕情緒）。

## 心理學

### 羨慕、妒忌和幸災樂禍
「羨慕」和「妒忌」往往交替使用，但在正確文法中，這兩個詞語卻是處於兩種截然不同的情感。在一般文法中，妒忌是指未能擁有某人的好處，從而產生怨恨的心；而羨慕則是極度渴望別人所有，甚至伴有痛苦的感覺。羨慕通常涉及兩個人，而妒忌通常涉及三個人。羨慕和妒忌是由不同的情況和情緒經驗而導致。羨慕和妒忌是源於幸災樂禍。

## 宗教
羨慕（嫉妒）是基督教會的七宗罪之一。《出埃及記》第20章第17节参說道：「不可貪戀人的房屋；也不可貪戀人的妻子、僕婢、牛驢，並他一切所有的。」
在伊斯蘭教中，羨慕（阿拉伯語中稱哈薩德(حسد)）可以摧毀一個人的事蹟。因此，我們必須滿足於上帝所給予他們的，並說Maashallah（上帝意志的話）。

## 相關概念
- 嫉賢妒能
- 妒能害賢
- 妒功忌才
- 掩賢妒善
- 天妒英才
- 天妒紅顏
- 同類相妒
- 燕妒鶯慚
- 鶯猜燕妒
- 因妒成恨
- 好鬥善妒
- 妒悍多詐
- 疾裘妒枕